# Postfordismus
Postfordismus bezeichnet die Wirtschaftsform, die in den westlichen Industrienationen den Fordismus ablöste. Ursprünglich geht der Begriff auf den japanischen Ingenieur Taiichi Ōno zurück, den Erfinder des neuen Produktionsmodells bei Toyota, welches in Anlehnung an Henry Fords Modell zuerst als „Toyotismus“ bezeichnet wurde.

## Merkmale
Im Gegensatz zum Fordistischen Modell zeichnet sich der Postfordismus durch ein hohes Maß an Flexibilität in den Bereichen Arbeitsorganisation, Arbeitsgruppen und Aufgabenintegration aus. Durch ein gefördertes Mitspracherecht qualifizierter Arbeitskräfte (geistige Ressourcen) und Teamwork kann darüber hinaus die Produktion verbessert werden. Nachhaltigkeit und Anpassung an den Markt wird durch eine Zunahme der Forschungsinvestitionen und die Produktion in kleinen Serien gewährleistet, was auch eine starke Produktdifferenzierung nach sich zieht. Eine zusätzliche Steigerung der Flexibilisierung ermöglicht die Nutzung von Mehrzweckmaschinen und darüber hinaus eine gering gehaltene Fertigungstiefe (d. h. der Anteil der im Betrieb selbst entworfenen und produzierten Bauteile wird reduziert). Außerdem können durch eine funktionierende Just-in-time-Lieferung Lagerkosten gespart werden.
Weitere Merkmale sind die De-Hierarchisierung und eine Entbürokratisierung der Verwaltung im Betrieb selbst. Hinzu kommt der Abbau sozial- und arbeitsrechtlicher Sicherungssysteme und eine konsequente Privatisierung der sozialen Absicherung. Dies führt allgemein zur Individualisierung aller Bereiche der Lebensorganisation und ist die Grundlage einer zunehmenden „neuen Landnahme des Sozialen“ durch die Privatwirtschaft.
Nicht zuletzt wird auf eine Nutzung der Vorteile anderer Länder oder Betriebe Wert gelegt (z. B. durch Outsourcing oder Economies of scope).

## Geschichte
Geschichtlich löste der Postfordismus seit den 1980er Jahren allmählich den Fordismus ab, welcher sich als bestimmende Wirtschaftsform im Kapitalismus durchgesetzt hatte. Als Grund für den Übergang geht man davon aus, dass der Fordismus nicht in der Lage gewesen wäre, seine Produktionsreserven auszuschöpfen, da er nach seiner Durchsetzung in der Triade (Nordamerika, Westeuropa, Japan) nicht mehr fähig war, die Hegemonie der USA dauerhaft zu sichern, welche als treibende Kraft des westlichen Kapitalismus gilt.
Unter dem Vorzeichen der Sicherung der Vorherrschaft der Triade war eine weitere Steigerung der Akkumulation nur durch eine Steigerung der Massenproduktion nach dem Vorbild von Ford auf der Basis normierter Lohnarbeit und der Ausbeutung von Naturressourcen nicht mehr möglich. Auf die Krise durch Überakkumulation in den 1980er Jahren folgte die neoliberale Restrukturierung, sowie die Globalisierung, die zu einer Dynamisierung des weltwirtschaftlichen Handels führte. In diesem Rahmen wurden immer mehr Strukturen der als ineffizient bezeichneten staatlichen Sicherungssysteme abgebaut und durch als effizient geltende privatwirtschaftliche ersetzt.
Als Folge war eine Trennung zwischen Produktionssphäre und Privatsphäre nicht mehr möglich, worauf die Tendenz zur „inneren Landnahme“ sowie zur Vergrößerung der Ausbeutungsrate (Lohnsenkung, Rationalisierung, Arbeitsintensivierung) folgte. Zugleich sorgten der Wegfall der staatlichen Sicherungssysteme sowie die Deregulierung im Handel (Internationaler Finanzhandel), aus wirtschaftlicher Sicht für eine Rationalisierung, welche den weltweiten wirtschaftlichen Wohlstand sicherte. Die Ausnutzung von Naturressourcen war eine wichtige Grundlage des Fordismus. Nachdem immer deutlicher wurde, wie begrenzt die natürlichen Ressourcen wie Boden, Energie (Öl, Kohle) und Wälder sind, ist eine grenzenlose Wertschöpfung durch eine weitere Ausbeutung nicht mehr möglich (Die Grenzen des Wachstums).
Im Postfordismus findet eine Inwertsetzung von Naturressourcen durch die Überführung in private Eigentumsrechte statt. (Gen-Patente, Biopiraterie). Die Sicherung von geistigem Eigentum an natürlichen Ressourcen gewinnt zunehmend an Bedeutung, je kostspieliger die Gewinnung von realen Naturressourcen wird. Ähnlich verhält es sich mit Wissen und geistigem Eigentum. Im Fordismus nach tayloristischer Prägung war das Produktionswissen in der Maschine eingebaut und diese wurde vom Arbeiter „nur“ bedient (Klassische Fließbandarbeit, Nachfolge der Manufaktur, Auflösung des Handwerks). Die Maschine war das Investitionsobjekt, welchem mechanisch das Wissen um die Produktion eingeschrieben war.
Die stetige Ausweitung des Patentrechts auf neue Bereiche geistiger Produktion sowie die Bestrebungen, die Eigentumsrechte an medialen Produkten und deren Vervielfältigung zu reglementieren, lassen sich als Folge dieser zunehmenden Bedeutung geistigen Eigentums verstehen. Daraus leitet sich denn auch die zunehmende Inkorporation der Arbeiter im Produktions- und Wertschöpfungsprozess ab. Der Arbeiter wird durch Intensivierung der Arbeit zunehmend total in Anspruch genommen, sowohl mit seinen manuellen Fähigkeiten im Rahmen der klassischen Produktion, als auch mit seinen physisch-geistigen Fähigkeiten (Kreativität, Innovations- und Kooperationsfähigkeit).
Die Theoretiker des neomarxistischen Operaismus interpretieren den Übergang vom Fordismus zum Postfordismus als eine Reaktion des Kapitals auf die Arbeitskämpfe in den 1970er Jahren. Die Streiks für bessere Arbeits- und Lebensbedingungen waren so massiv und solidarisch, dass das Kapital neben einer Reihe von Zugeständnissen die Produktion umstellte, um nicht auf alle Forderungen eingehen zu müssen. Im Fordismus hatten die Arbeiter wenig Qualifikation benötigt und arbeiteten mit vielen ihrer Kollegen in großen Gruppen, was Solidarität untereinander stärkte und Streiks vereinfachte. Die Aufteilung in kleinere Teams, die Spaltung der Arbeiterschaft durch die Mitsprachemöglichkeit von Qualifizierteren, die Vereinzelung in neuen Formen des hybriden Arbeitens usw. erschweren die Organisation solidarisch geführter, erfolgreicher Arbeitskämpfe.